# حس و حال سئول
حس و حال سئول (انگلیسی: Seoul Vibe; کره‌ای: 서울대작전; لاتین‌نویسی اصلاح‌شده: Seouldaejagjeon) فیلم اکشن محصول کره جنوبی سال ۲۰۲۲ به کارگردانی مون هیون-سونگ است. یو آه-این، گو کیونگ پیو، لی کیو هیونگ، پارک جو-هیون، اونگ سونگ-وو، کیم سونگ کیون و مون سو ری در این فیلم بازی کردند. این فیلم در ۲۶ اوت ۲۰۲۲ در نتفلیکس منتشر شد.

## بازیگران

### اصلی
- یو آه-این در نقش پارک دونگ ووک[۳]
- گو کیونگ پیو در نقش اوه وو سام[۴]
- لی کیو هیونگ در نقش بوک نام[۵]
- پارک جو-هیون در نقش پارک یون هی[۶]
- اونگ سونگ-وو در نقش جون کی

### مکمل
- مون سو ری
- کیم سونگ کیون
- اوه جونگ سه
- جونگ وونگ این
- مینو

### حضور افتخاری
- یون کیونگ هو در نقش آقای یون
- لی سه یونگ در نقش کارمند سینما

## انتشار
حس و حال سئول در ۲۶ اوت ۲۰۲۲ در نتفلیکس منتشر شد.